# Slovenia Open
Slovenia Open é uma competição anual de patinação artística no gelo de nível sênior, sediado na cidade de Celje, Eslovênia.

## Edições
| Ano        | Edição               | Cidade sede          | Sênior               | Sênior               | Ref                  |
| Ano        | Edição               | Cidade sede          | M                    | F                    | Ref                  |
| ---------- | -------------------- | -------------------- | -------------------- | -------------------- | -------------------- |
| 2013       | 1.ª                  | Celje                | •                    | •                    | [ 1 ]                |
| 2014– 2016 | Não houve competição | Não houve competição | Não houve competição | Não houve competição | Não houve competição |
| 2017       | 2.ª                  | Celje                | •                    | •                    | [ 2 ]                |

## Lista de medalhistas

### Sênior

#### Individual masculino
| Evento                | Ouro                              | Prata                         | Bronze                   | Ref                  |
| Celje 2013 (detalhes) | Michal Březina · República Tcheca | Kim Lucine · Mônaco           | Zoltán Kelemen · Romênia | [ 3 ]                |
| 2014–2016             | Não houve competição              | Não houve competição          | Não houve competição     | Não houve competição |
| Celje 2017 (detalhes) | Ihor Reznichenko · Polônia        | Thomas Kennes · Países Baixos | Stéphane Walker · Suíça  | [ 4 ]                |

#### Individual feminino
| Evento                | Ouro                    | Prata                      | Bronze                        | Ref                  |
| Celje 2013 (detalhes) | Kerstin Frank · Áustria | Daša Grm · Eslovênia       | Fleur Maxwell · Luxemburgo    | [ 5 ]                |
| 2014–2016             | Não houve competição    | Não houve competição       | Não houve competição          | Não houve competição |
| Celje 2017 (detalhes) | Alexia Paganini · Suíça | Kailani Craine · Austrália | Nathalie Weinzierl · Alemanha | [ 6 ]                |